# Ток-пісін
Ток-пісін (англ. Tok Pisin) — креольська мова, поширена в Папуа Новій Гвінеї. Одна з офіційних мов цієї країни. Ток-пісін — найпоширеніша мова Папуа Нової Гвінеї та служить засобом спілкування для носіїв понад 700 мов, наявних у країні.

## Назви
- Меланезійська англійська мова (англ. Melanesian English language)
- Неомеланезійська мова (англ. Neomelanesian language)
- Новогвійнейська англійська мова, Новогвінейський піджин (англ. New Guinea Pidgin English language)
- Піджин (англ. Pidgin)
- Пісін (англ. Pisin language)